# Castillo de Ariza
El castillo de Ariza o castillo de Palafox era una antigua fortaleza de al-Ándalus situado en la localidad zaragozana de Ariza, ocupando el lugar más alto de la villa y data de los Reinos de Taifas y de la época almorávide.

## Historia
Aparece mencionado en las crónicas de al-Udrí y en el Cantar de Mío Cid. Fue finalmente reconquistado por Alfonso I el Batallador en 1120, que por su situación estratégica lo puso al mando de tenentes. Pasó por diversas manos y fue escenario de importantes acontecimientos. En 1175 pertenecía al señorío de don Beltrán de Santa Cruz a la sazón señor de Teruel, señor de Alcañiz y señor de Luesia. También desde este castillo el rey Alfonso II de Aragón hizo donación del castillo de Alcañiz a la orden de Calatrava. Ya en el año en 1200, Pedro II de Aragón lo empeñó a Pedro Fernández por la falta de dinero que existía en el Reino en esos días. Volvió a la corona una vez saldada la deuda y en 1278, Pedro III de Aragón ordenó a Gonzalo de Funes que realizara obras para aumentar la seguridad de la fortificación con cargo al erario real. En 1303 se celebró la entrevista de Jaime II con el infante Don Juan Manuel y Diego López de Haro, partidarios de Alfonso de la Cerda contra Fernando IV de Castilla; Como tierra de la extremadura aragonesa, durante la guerra de los Dos Pedros fue tomado por los castellanos en 1362 siendo recuperado por Pedro IV que lo vendió en 1381 a Guillén de Palafox. En el año 1475 fue atacado por el conde de Medinaceli.

## Descripción
Actualmente apenas se conservan tramos de mampostería del perímetro.
Fue una fortaleza de gran extensión cuya planta era muy irregular. Debió estar estructurada en varios recintos concéntricos, siendo su superficie interior de unos 5 000 m².
En el solar de la fortaleza actualmente se alza una imagen del Corazón de Jesús.
Se sabe por fuentes documentales, se situaba también el palacio marquesal, del que no quedan restos. Los únicos restos que quedan son los de la torre con escaso desarrollo en altura y los de algunos tramos de muralla repartidos por las laderas de la meseta construidos de sillarejo. está protegido en la actualidad como zona arqueológica.